# 山中三郎
山中 三郎（やまなか さぶろう、1876年（明治9年）9月26日 - 1969年（昭和44年）4月10日）は、日本の戦国武将山中鹿介の研究者。広島市出身。美容師のアーデン山中豊子の父。

## 生涯
通称を吉和屋弥右衛門幸精といい、清和源氏である源義家の末裔と伝えられ、山中鹿介の娘である八重姫と吉和義兼の子孫であり吉和屋山中総本家第73代目の当主と伝えられる。
広島市西区草津で生まれる。安芸広島藩武家の士族山中順助(通称を吉和屋弥右衛門幸正)とカメの長男として生まれた。幼き頃より両親や祖父母から「七難八苦を克服せよ、先祖山中鹿介や八重姫のように強く生き、そして先祖に恥じぬように」と教えられて育てられた。
その後は、広島市内で海産物商を営み、刀剣備前長船の末裔の廣田金蔵の長女であるワカと結婚し、長男と3人の娘を儲けたが、1915年（大正4年）にアメリカ合衆国に視察旅行に行き、サンフランシスコ万国博覧会・パナマ運河開通記念式典を視察しアメリカの文化芸術に深く感銘して、この時に一家での渡米を決心した。
第一次世界大戦で中華民国山東省の青島へ出征するも、凱旋後は1924年（大正13年）に念願であったアメリカ合衆国に一家で渡米し、娘に最新の美容技術を学ばせた。
1935年（昭和10年）6月に帰国して銀座西5丁目の数寄屋橋ビル（現ソニービル）で娘2人に美容院を経営させる傍ら、先祖山中鹿介の子孫として山中鹿介を中心に尼子氏の古文書や資料等を閲覧・収集し、多くの論文を発表する研究者となった。
1937年（昭和12年）には吉和屋山中家の菩提寺である広島市西区の浄教寺（浄土真宗）にあった吉和義兼・八重姫を含む先祖の墓石を、山中三郎が中心となって広島市西区の海蔵寺（曹洞宗）に改葬した。同年には大阪の豪商であった鴻池男爵家に対して「どちらが正統な山中鹿介の直系の子孫であるか」と争う事となり、当時の新聞紙面にて「山中鹿之助、東西合戦 西方黙れ本家は手前で在る」と両家による総本家争いが報道され、裁判にまで発展したが結果は、鴻池男爵家は正統な山中鹿介の子孫ではなく、山中三郎が正統な山中鹿介の直系の子孫であると判決が下された。同年7月17日に岡山県高梁市の山中鹿介の菩提所である観泉寺（曹洞宗）にて山中鹿介の360回忌の大法要を中心となって執り行ったりもした。その法要の際に旧長州藩主毛利家からも山中三郎宛てに御仏前が届いた。
1939年（昭和14年）、山中鹿介の子孫と伝えられる人々約100名が島根県松江市に集まった時の集会には、当時の島根県知事が訪れるなど山中鹿介の末裔と称する人々の中心的な役割を果たした。1945年（昭和20年）8月6日、広島市への原爆投下により、これまでに収集した山中鹿介関係の古文書・資料等のすべてを失う事となり、妻のワカと3女の照子と共に被爆した。
安芸(広島)の山中家の当主として山中三郎は、その誇りと自信から機会あるごとに先祖山中鹿介を紹介し、擁護してきた。某放送局での山中鹿介の生き様についての議論など、多くのエピソードを残した人であった為、多くの人々から彼の死は惜しまれた。
法名を望無境院釈平安居士と贈られた。墓所は広島市西区草津の海蔵寺の山中家墓地にある。